# Papo (compañía de juguetes)
Papo es una empresa francesa dedicada a la fabricación de juguetes de reconocimiento internacional. Aunque principalmente se dedica a la fabricación de figuras de animales, también se ha caracterizado por la fabricación de juguetes de temas tan diversos como los medievales, los mitológicos o los fantásticos (hadas, unicornios, etc…). Papo es reconocida por el gran realismo y detallismo de sus figuras, las cuales están pintadas a mano y muchas de ellas están exhibidas en museos (caso del museo de Puebla, en México). Así, sus figuras de animales son apreciadas tanto por niños como por adultos amantes de los animales.

## Historia
Papo fue fundado en 1983, limitando su producción, por aquel entonces, a la fabricación de figuras fantásticas, medievales y cowboys. Sin embargo, el éxito de la empresa le permitió extender su producción y en 1994 comenzó a fabricar figuras de animales, artículos por los que la empresa será, posteriormente, conocida. En esta época fue cuando Papo alcanzó su éxito internacional, vendiendo figuras en Europa y el continente americano. Papo se unió a  WWF SME Club en el 2017.  Actualmente, Papo diseña, además de figuras individuales, accesorios tales como castillos, granjas o barcos, entre otros.

## Características de las figuras
Las figuras de animales de Papo representan a animales extendidos por todo el mundo, ecosistemas (sabana, bosque, granja, mar…) y épocas (Papo fabrica tanto animales de nuestra época, del Holoceno, como de animales prehistóricos, tanto de la época de los dinosaurios y pterosaurios (triásico-cretácico), como de los periodos intermedios entre el cretácico y el Holoceno, caso de los mamuts y de los osos de las cavernas). Una característica de las figuras de Papo es el gran realismo y detallismo de sus figuras, así como el hecho de estar pintadas a mano.  
El objetivo fundamental de Papo es favorecer la motivación de los niños para jugar y despertar su imaginación (a través de su gran diversidad de figuras), así como dar a conocer a los niños la diversidad y belleza del mundo animal y la necesidad de su conservación y, por ende, del medio ambiente. Para ello, los escultores colaboran con pedagogos y profesionales en el diseño de figuras en tres dimensiones. Si bien, el realismo y el detallismo de sus figuras ha favorecido también el coleccionismo de las mismas por parte de adultos amantes de los animales, así como su exposición en museos.
Aceptando las normativas europeas de cuidado y seguridad de las figuras, las figuras de Papo carecen de toxinas y plomo, para seguridad de los niños. Todas las figuras están diseñas en el país natal de la empresa, en Francia, aunque la fabricación de las figuras se lleva a cabo en talleres de Papo situados en varios países del mundo, tales como China o Portugal.